# Sphingius octomaculatus
Sphingius octomaculatus är en spindelart som beskrevs av Christa L. Deeleman-Reinhold 200. Sphingius octomaculatus ingår i släktet Sphingius och familjen månspindlar.
Artens utbredningsområde är Thailand. Inga underarter finns listade i Catalogue of Life.